# مايا غون
مايا غون (بالسويدية: Maja Gunn)‏ هي مصممة أزياء سويدية، ولدت في 1978.

## وصلات خارجية
- ماجا غان على موقع IMDb (الإنجليزية)
- ماجا غان على موقع قاعدة بيانات الأفلام السويدية (السويدية)
- ماجا غان على موقع كينوبويسك (الروسية)